# Motoscafo Turismo Lento
Das Motoscafo Turismo Lento war ein Typ von Schnellbooten der italienischen Marine im Zweiten Weltkrieg.

## Allgemeines
Das Motoscafo Turismo Lento, meist als MTL abgekürzt, wurde im Frühjahr 1941 entwickelt wurde, um den Transport von zwei bemannten Torpedos des Typs SLC zu ermöglichen. Das MTL orientierte sich dabei nicht am Aufbau der Schnellboote des Typs MTSM und musste daher modifiziert werden, sodass beide bemannten Torpedos nebst Besatzung von vier Mann achtern aufgenommen werden konnten. Das Boot war dabei so konzipiert, dass es von Schleppern oder anderen Schnellbooten in sein Zielgebiet gebracht werden konnte, das außerhalb seiner Reichweite von 60 sm lag. Aufgrund der unüblichen Kombination von einem Verbrennungsmotor mit einem sekundären Elektromotor ergaben sich folgende Spezifikationen:
- Verbrennungsmotor: Höchstgeschwindigkeit 5 Knoten mit einer Reichweite von 60 sm
- Elektromotor: Höchstgeschwindigkeit 4 kn mit einer Reichweite von 40 sm.

Über die Produktionszahl der Boote, deren Hersteller die beiden Firmen Baglietto in Varazze (Bootskörper) und C.A.B.I. in Mailand (Maschinenteile) waren, gibt es keine verlässlichen Angaben. Bekannt geworden sind bisher nur zwei dieser Boote. Eines davon ging bei der Operazione Malta Due, dem Angriff auf den britischen Stützpunkt La Valletta auf Malta am 25. Juli 1941, verloren und eines diente nach dem Waffenstillstand von Cassibile in der Italienischen Sozialrepublik, wo es in deren Marine übernommen wurde. Dort geriet das Boot unter deutscher Kontrolle und wurde im Rahmen der Kleinkampfverbände der Kriegsmarine genutzt. Über seinen Verbleib ist nichts bekannt.